# Cinq catégories noires
Les Cinq catégories noires sont des catégories de classement de la population chinoise sous l'ère maoïste : elles regroupent les propriétaires fonciers, les paysans riches, les contre-révolutionnaires, les « mauvais éléments » (c'est-à-dire essentiellement le monde de la pègre) et les « droitiers ». Cette classification des individus s'étend à leurs familles et enfants. Ils sont considérés comme des parias et exclus de la société. Les cinq catégories noires contrastaient avec les « cinq catégories rouges », favorisées par le Parti communiste chinois et bénéficiant de privilèges sociaux,,. Ces cinq catégories noires ont ensuite été sept, puis neuf, jusqu'à englober la totalité de la classe des « intellectuels ». La plupart des membres des Cinq Catégories Noires ont été réhabilités pendant la période Boluan Fanzheng après la Révolution culturelle,.

## Historique
Le régime communiste chinois, qui remporte en 1949 la guerre civile chinoise, met en place un classement de la population chinoise. D'une part les bons éléments ou catégories dites rouges constitués de « militaires, cadres du Parti, martyrs de la Révolution, ouvriers, paysans pauvres et moyen-pauvres » et d'autre part les catégories qualifiées de noires « propriétaires fonciers, paysans riches,  contre-révolutionnaires , mauvais éléments et  droitiers ». Cette classification concerne directement les individus mais aussi leurs familles et leurs descendants. Les enfants des catégories noires, traités de rebuts de la société ou de petits chiens, sont des parias souvent battus et humiliés, empêchés de participer à la Révolution culturelle,. Pendant la Révolution culturelle, la lutte contre les cinq catégories noires se développe essentiellement de 1967 à 1969, elle conduit à la mort et à la persécution de millions d'individus. Des tortures sont pratiquées sur ces exclus de la société maoïste « soumis à la « réflexion à froid » (obliger les prisonniers à se coucher dans la neige), à « l’aide chaleureuse » (les griller dans un four), à « la balançoire » (battre un prisonnier suspendu), au « passage de la scie » (traîner les femmes par les pieds à l’aide d’une corde) ».
Ce classement permettait ou pas « l’accès aux biens, aux services, aux privilèges et au pouvoir ». Pour l'anthropologue Karine Gatelier, l’individu, défini par sa classe sociale, est alors nié : « le régime s’adresse à et dirige les masses, innombrables et anonymes à qui il dicte tout ».
Les Cinq catégories noires sont évoquées pour expliquer l'origine des faillites du régime. Ainsi durant le Grand Bond en avant, la région de Xinyang a été le cadre d'un épisode particulièrement aigu de la Grande famine : plus d'un million de personnes y sont mortes de faim entre 1959 et le printemps 1960. Un cadre du parti, Xu Zirong, explique cette situation comme suit : « de nombreuses communes sont infiltrées par des éléments des cinq catégories noires, des propriétaires fonciers despotiques, des suppôts des féodaux, des bandits de grands chemins, des sociétés secrètes réactionnaires  et pas mal d'agents secrets... ». Pour Yang Jisheng, l'idéologie de l'époque permettait d'expliquer que les problèmes avaient pour origine des personnes issues des mauvaises classes sociales.
Avec l'ajout des espions, des traîtres au Parti communiste, des capitalistes et des intellectuels, les Cinq catégories noires deviennent les neuf puanteurs. Ces ajouts ont des origines plus « populaires » mais auront fait entendre leur réprobation aux politiques suivies.